# Kadet
En kadet er en officerselev. Betegnelsen anvendes under tiden også om elever andre uniformerede enheder, såsom politielever. Man talte tidligere om landkadetter og søkadetter – dette ses nu sjældent, selv om de forskellige værn stadig har egne officersskoler.
Følgende danske militære skoler har kadetter:
- Hærens Officersskole
- Søværnets Officersskole
- Flyvevåbnets Officersskole